# Harry Wilson (football)
Pour les articles homonymes, voir Wilson.
Ne doit pas être confondu avec Harry Wilson (rugby à XV), joueur australien de rugby à XV.
Harry Wilson, né le 22 mars 1997 à Wrexham au Pays de Galles, est un footballeur international gallois qui évolue au poste d'ailier droit au Fulham FC.

## Biographie

### En club
Ses parents sont gallois et il a un grand-père anglais.
Harry Wilson étudie au Ysgol Dinas Brân (en) à Llangollen.
Harry Wilson arrive à Liverpool à l'âge de huit ans,. Lors de la saison 2012-2013, il intègre l'académie de Liverpool.
Le 26 août 2015, il est prêté à Crewe Alexandra jusqu'au mois de janvier 2016. Il prend part à sept rencontres de championnat avant de réintégrer l'effectif des Reds l'hiver suivant.
Le 18 janvier 2017, Wilson participe à sa première rencontre au niveau professionnel à l'occasion d'un match de Coupe d'Angleterre face à Plymouth Argyle (victoire 0-1). 
Le 31 janvier 2018, Harry Wilson est prêté à Hull City jusqu'à la fin de la saison. Il inscrit sept buts en quatorze matchs avec les Tigers.
Le 17 juillet 2018, il est prêté pour une saison à Derby County. Il inscrit dix-huit buts en quarante-neuf matchs toutes compétitions confondues avec le club de D2 anglaise.
Le 6 août 2019, Wilson est de nouveau prêté pour une saison, cette fois à l'AFC Bournemouth. Titulaire pour la première fois sous le maillot de Bournemouth le 17 août 2019 contre Aston Villa, Wilson inscrit le deuxième but des siens, qui s'imposent 1-2. Il récidive lors de la journée suivante, le 25 août face à Manchester City en marquant sur coup franc direct en pleine lucarne, mais ne peut éviter la défaite de son équipe ce jour-là (1-3). Le 30 novembre 2019 Wilson se fait remarquer en inscrivant un doublé face à Tottenham Hotspur mais Bournemouth s'incline (3-2).
Le 16 octobre 2020, il est prêté pour une saison à Cardiff City.
Le 24 juillet 2021, Harry Wilson rejoint le Fulham FC, signant un contrat de cinq ans. Le club évolue alors en deuxième division anglaise et Wilson fait sa première apparition sous ses nouvelles couleurs le 8 août 2021, lors de la première journée de la saison 2021-2022, contre le Middlesbrough FC. Titulaire, il ouvre le score ce jour-là, marquant donc dès son premier match, mais son équipe se fait rejoindre et le match se termine par un nul (1-1 score final),.
Le 4 novembre 2024, Wilson se fait remarquer en marquant deux buts contre le Brentford FC. Ses deux buts, inscrits dans le temps additionnel, permettent à son équipe de s'imposer par deux buts à un,.

### En sélection nationale
Harry Wilson représente l'équipe du Pays de Galles des moins de 19 ans. Avec cette sélection il joue deux matchs en 2014 et marque un but, lors de sa première apparition, le 12 novembre contre le Portugal (défaite 2-1 des Gallois).
En octobre 2013, Harry Wilson est appelé en sélection à l'âge de 16 ans pour les deux derniers matchs des éliminatoires de la Coupe du monde 2014. Il n'entre pas en jeu lors de la victoire 1-0 contre la Macédoine le 11 octobre. Le 15 octobre 2013, il entre en jeu à la 87e minute à la place de Hal Robson-Kanu lors du match Belgique-Pays de Galles. Il devient alors le plus jeune international à jouer pour le Pays de Galles à l'âge de 16 ans et 207 jours en battant le record de Gareth Bale de 108 jours. Il est aussi le plus jeune international évoluant à Liverpool en battant le record de Raheem Sterling datant de novembre 2012.
Le 22 mars 2018, Wilson inscrit son premier but en sélection lors d'un match amical face à la Chine (0-6).
Le 9 novembre 2022, il est sélectionné par Rob Page pour participer à la Coupe du monde 2022.

## Statistiques
| Saison                | Club                   | Championnat           | Championnat | Championnat | Coupe(s) nationale(s) | Coupe(s) nationale(s) | Compétition(s) continentale(s) | Compétition(s) continentale(s) | Compétition(s) continentale(s) | Play-offs | Play-offs | Pays de Galles | Pays de Galles | Total | Total |
| Saison                | Club                   | Division              | M.          | B.          | M.                    | B.                    | Comp.                          | M.                             | B.                             | M.        | B.        | M.             | B.             | M.    | B.    |
| 2013-2014             | Liverpool FC           | Premier League        | -           | -           | -                     | -                     | -                              | -                              | -                              | -         | -         | 1              | 0              | 1     | 0     |
| 2016-2017             | Liverpool FC           | Premier League        | -           | -           | 1                     | 0                     | -                              | -                              | -                              | -         | -         | -              | -              | 1     | 0     |
| 2020-2021             | Liverpool FC           | Premier League        | -           | -           | 1                     | 0                     | -                              | -                              | -                              | -         | -         | 3              | 0              | 4     | 0     |
| Sous-total            | Sous-total             | Sous-total            | -           | -           | 2                     | 0                     | -                              | -                              | -                              | -         | -         | 4              | 0              | 6     | 0     |
| 2015-2016             | Crewe Alexandra (prêt) | League One            | 7           | 0           | -                     | -                     | -                              | -                              | -                              | -         | -         | -              | -              | 7     | 0     |
| 2017-2018             | Hull City AFC (prêt)   | Championship          | 13          | 7           | 1                     | 0                     | -                              | -                              | -                              | -         | -         | 3              | 1              | 17    | 8     |
| 2018-2019             | Derby County (prêt)    | Championship          | 40          | 15          | 6                     | 2                     | -                              | -                              | -                              | 3         | 1         | 7              | 1              | 56    | 19    |
| 2019-2020             | AFC Bournemouth (prêt) | Premier League        | 31          | 7           | 4                     | 0                     | -                              | -                              | -                              | -         | -         | 6              | 1              | 41    | 8     |
| 2020-2021             | Cardiff City (prêt)    | Championship          | 37          | 7           | 2                     | 0                     | -                              | -                              | -                              | -         | -         | 9              | 2              | 48    | 9     |
| 2021-2022             | Fulham FC              | Championship          | 41          | 10          | 2                     | 1                     | -                              | -                              | -                              | -         | -         | 10             | 0              | 53    | 11    |
| 2022-2023             | Fulham FC              | Premier League        | 29          | 2           | 4                     | 0                     | -                              | -                              | -                              | -         | -         | 6              | 1              | 39    | 3     |
| 2023-2024             | Fulham FC              | Premier League        | 35          | 4           | 8                     | 1                     | -                              | -                              | -                              | -         | -         | 6              | 2              | 49    | 7     |
| 2024-2025             | Fulham FC              | Premier League        | 25          | 6           | 2                     | 0                     | -                              | -                              | -                              | -         | -         | 8              | 6              | 35    | 12    |
| Sous-total            | Sous-total             | Sous-total            | 130         | 22          | 16                    | 2                     | -                              | 0                              | 0                              | 0         | 0         | 30             | 9              | 176   | 33    |
| Total sur la carrière | Total sur la carrière  | Total sur la carrière | 258         | 58          | 31                    | 4                     | -                              | -                              | -                              | 4         | 1         | 60             | 14             | 353   | 77    |

## Palmarès

### En club
- Fulham
  - Champion d'Angleterre de deuxième division en 2022.

### Distinctions personnelles
- Membre de l'équipe type du Championnat d'Angleterre de deuxième division en 2021-2022